# آلفرد می‌بری
آلفرد می‌بری (انگلیسی: Alfred Maybury؛ زادهٔ ۱۸۷۷) بازیکن فوتبال اهل بریتانیا است.
از باشگاه‌هایی که در آن بازی کرده‌است می‌توان به باشگاه فوتبال چسترفیلد و باشگاه فوتبال پورت ویل اشاره کرد.